# جوزيف إل. وايت
جوزيف إل. وايت (بالإنجليزية: Joseph L. White)‏ هو محامي وسياسي أمريكي، ولد في 1813، وتوفي في 12 يناير 1861 في نيكاراغوا. انتخب عضو مجلس النواب الأمريكي.